# Lupinus diehlii
Lupinus diehlii là một loài thực vật có hoa trong họ Đậu. Loài này được M.E. Jones miêu tả khoa học đầu tiên năm 1908.